# Triumph Toledo
Triumph Toledo är en personbil, tillverkad av den brittiska biltillverkaren Triumph mellan 1970 och 1976.
Triumph 1300 blev inte den efterträdare till Herald som var planerat, bland annat på grund av högre tillverkningskostnader. Därför tog Triumph fram den enklare Toledo, baserad på 1300:n. För att hålla nere priset konstruerades bilen om till bakhjulsdrift. Med den längsställda motorn var detta tämligen okomplicerat. Motor och växellåda hämtades från Herald. Karossen hade samma korta akter som 1300:n, men fronten hämtades från 1500:n, fast med enkla, rektangulära strålkastare. Inredningen var betydligt enklare än hos 1300:n.
Toledon introducerades i augusti 1970. Till att börja med såldes den enbart med tvådörrarskaross och 1300cc motor. Senare tillkom en fyrdörrarsvariant och på vissa exportmarknader såldes bilen med 1500cc motor.
1976 rationaliserades Toledo-serien bort och bilen ersattes av Dolomite 1300.
Produktionen uppgick till 119 182 exemplar.